# Want You Bad
«Want You Bad» — песня американской панк-рок группы The Offspring, выпущенный как второй сингл с шестого студийного альбома Conspiracy of One.

## Список композиций
Версия 1
| №  | Название                     | Длительность |
| -- | ---------------------------- | ------------ |
| 1. | «Want You Bad»               | 3:23         |
| 2. | «80 Times» (T.S.O.L. cover)  | 2:07         |
| 3. | «All I Want» (Live)          |              |
| 4. | «Autonomy» (Buzzcocks cover) |              |

Версия 2
| №  | Название                         | Длительность |
| -- | -------------------------------- | ------------ |
| 1. | «Want You Bad»                   | 3:23         |
| 2. | «The Kids Aren't Alright» (Live) | 3:06         |
| 3. | «80 Times»                       | 2:07         |
| 4. | «Want You Bad» (Video CD Extra)  | 3:23         |

Версия 3
| №  | Название            | Длительность |
| -- | ------------------- | ------------ |
| 1. | «Want You Bad»      | 3:23         |
| 2. | «All I Want» (Live) |              |
| 3. | «Autonomy»          |              |

## Видеоклип
Видеоклип был снят в Лос-Анджелесе (Калифорния) Спенсером Суссером в январе 2001 года.

## В популярной культуре
- Песня является вступительной к фильму 2001 года Мартовские коты[3].
- Песню можно услышать в комедийном фильме Американский пирог 2 2001 года[4].
- Песня есть в видеоигре Crazy Taxi 3: High Roller[5].

## Чарты и сертификации

### Чарты
| Чарт (2001)                         | Номер позиции |
| ----------------------------------- | ------------- |
| Австралия (ARIA)                    | 35            |
| Австрия (Ö3 Austria Top 40)         | 67            |
| Ирландия (IRMA)                     | 43            |
| Италия (FIMI)                       | 36            |
| Шотландия (OCC Scotland)            | 13            |
| Швеция (Sverigetopplistan)          | 50            |
| Швейцария (Schweizer Hitparade)     | 45            |
| Великобритания (OCC UK Singles)     | 15            |
| США (Billboard Alternative Airplay) | 10            |
| США (Billboard Mainstream Rock)     | 23            |

### Чарты года
| Чарт (2001)                          | Позиции |
| ------------------------------------ | ------- |
| UK Singles (Official Charts Company) | 198     |

### Сертификации
| Регион                                                                      | Сертификация | Продажи |
| --------------------------------------------------------------------------- | ------------ | ------- |
| Великобритания (BPI)                                                        | Золотой      | 400 000 |
| Данные о продажах + прослушиваниях приведены только на основе сертификации. |              |         |